# Stephanohelia praecipua
Stephanohelia praecipua is een hydroïdpoliep uit de familie Stylasteridae. De poliep komt uit het geslacht Stephanohelia. Stephanohelia praecipua werd in 1991 voor het eerst wetenschappelijk beschreven door Cairns. 